# 筑前岩屋站
筑前岩屋站（日语：／ Chikuzen-Iwaya eki */?）是位於福岡縣朝倉郡東峰村大字寶珠山，九州旅客鐵道（JR九州）日田彥山線BRT（BRT彥星線）的車站。先前原為日田彥山線的鐵道車站。
本站是其中一個BRT的區間站，但只限由日田開出的班次。

## 車站構造

### 站房
設有以木及石柱建成的單層站房一座，本身是一組由三間獨立的尖頂屋，再藉通道上蓋將其串連而成的建築群體。站房位於中間。左側為男、女獨立式洗手間，右側為東峰村消防團第二分團的第二機械格納庫。各建築物之間擺放了多個裝飾用的石柱及石塊，而站房地下部份亦有相當的面積是用作擺置石裝飾。
由於本站位處專用道路段，即使現時路線BRT化，站房仍然可以繼續使用。
站房內擁有兩層高的樓底，頂部採用木格及玻璃窗所組成，至於地下部份，候車室只佔樓面約三分一的位置，但四側均採用玻璃幕牆，使室內擁有很強的採光度，候車室內放置了多長木製候車座椅，而近驗票口處亦設置了一部投幣式的電話亭。BRT通車後，在站房外的販賣機旁也加裝了顯示班次的LED顯示屏。

#### 舊站房
第一代站房為山小屋風格的站房

### BRT月台
共設有兩個候車月台，是從原來的軌道範圍經重新整理後所建造的，在改良工程上，原來的島式月台及被山泥所埋蓋的路軌均全數拆去，平整地面後，把月台位置向站房一端遷移，往添田方向的月台正好位於原驗票口站外的屋簷部份，而往日田方向的月台大約設於原區域的中央位置，與原來的山坡保持一段距離。
往日田方向的候車室以鋼版和透明膠板所建成，設有以木材砌成的長櫈，背板的木圖案以位於本站與大行司站之間的三座「眼鏡橋」（第二大行司橋樑、寶珠山橋樑、栗木野橋樑）為靈感，是JR九州選定為7個特色候車亭之一；至於往添田方向的月台，在鐵路車站時亦早已放置了兩張木製長櫈在此，因而亦成為了現時的候車座椅，由於位處屋簷下，因此只設置了直立式的站牌作標示。
現時上、下行約半數的班次都會以此作交匯，而區間車方面，晚上以此為終站的104號末班車會在此留夜，然後待第二天晨早時作101號班次開回日田。至於另一班區間車在到站後會先稍作停留，然後會轉至下行的月台再開回日田。
| 月台             | 路線                        | 上下行   | 方向     | 備註 |
| ---------------- | --------------------------- | -------- | -------- | ---- |
| 東側（靠近山邊） | ■日田彥山線BRT（BRT彥星線） | 下行     | 日田方向 |      |
| 西側（靠近站房） | 上行                        | 添田方向 |          |      |

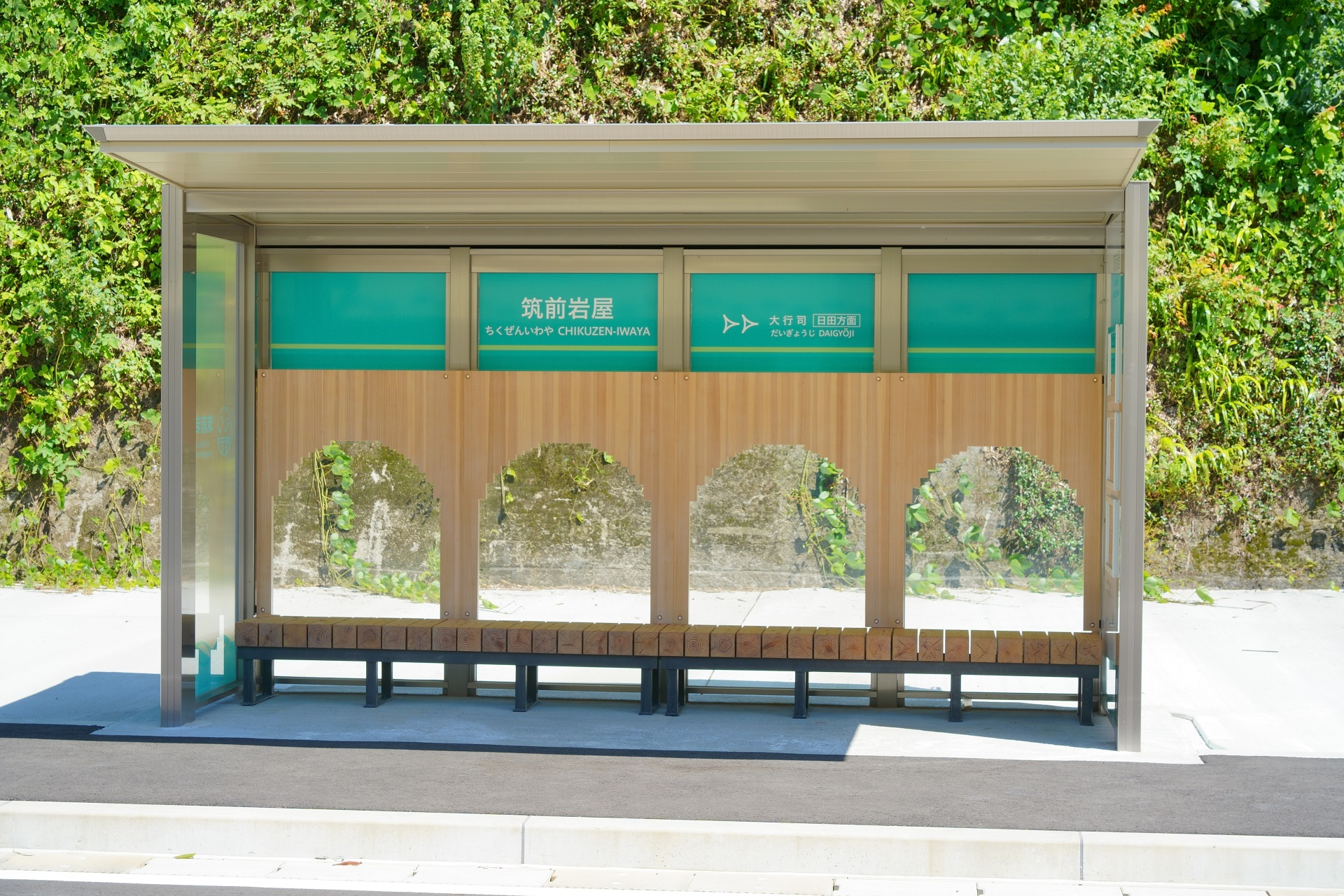
往日田的候車亭(2023年9月)
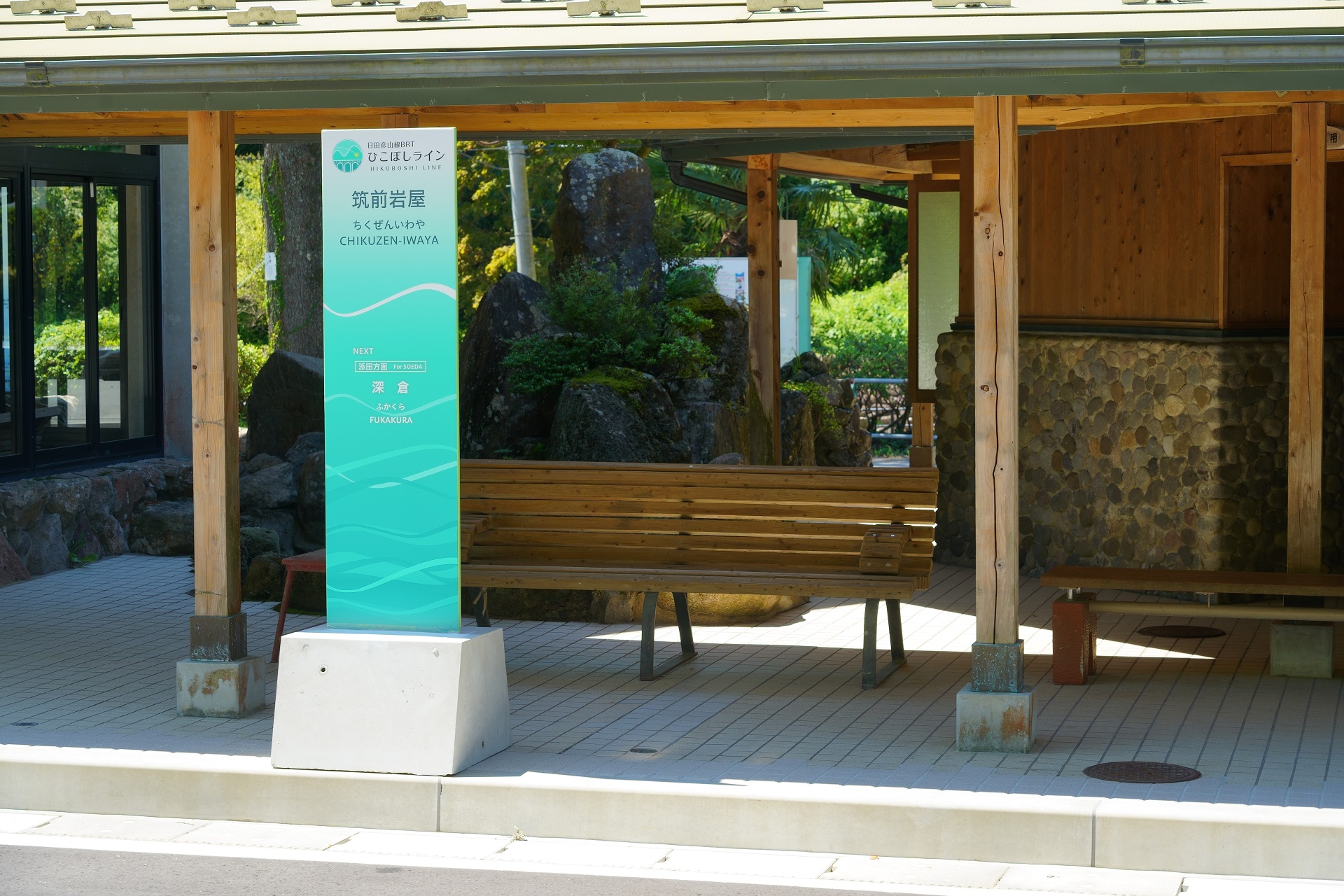
往添田方向的BRT候車室(2023年9月)

### 原鐵路月台

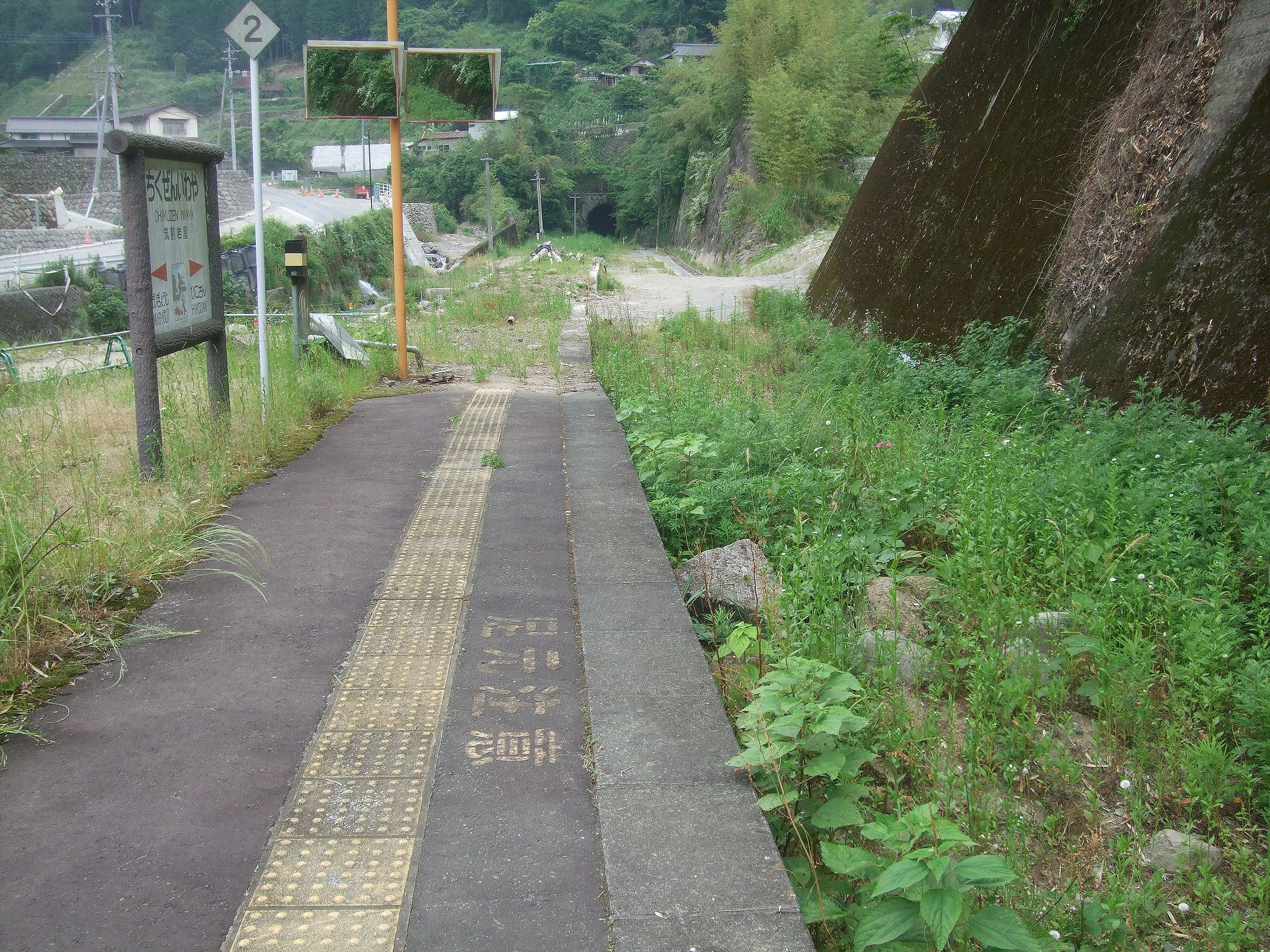
2017年7月暴雨引發山泥傾瀉後停用的月台，路軌上長滿雜草（2020年5月）

設有島式月台1個，原可提供1面2線配置，但靠向站房一方的月台早已停用。鐵道停運前為列車不可交會的1面1線配置。向彥山方向的轉轍器及一段路軌亦被拆去，但向大行司方向的轉轍器及半分的路軌仍然被保留。截斷位被縛上了數塊枕木作標示，被截路軌末端也被拗彎。另外，月台出入口位於中央，是採用舊式、將少部份的月台邊沿削去，改成為梯級上落。
列車靠站時，往彥山方向為左側上落；往日田方向為右側上落。
| 路線        | 上下行                      | 方向                              | 備註 |
| ----------- | --------------------------- | --------------------------------- | ---- |
| ■日田彥山線 | 上行                        | 田川後藤寺、經■日豐本線往小倉方向 |      |
| 下行        | 日田、經■久大本線往大分方向 |                                   |      |

## 歷史
- 1956年3月15日：日田線彥山至大行司之間開通[1]。
- 1960年4月1日：日田線與彥山線整合成為日田彥山線[6]。
- 1987年4月1日：隨國鐵分割民營化，車站由九州旅客鐵道（JR九州）營運[7][8][9]。
- 1997年5月3日：站房改建[2]。
- 2017年：

- 7月5日：發生2017年7月九州北部暴雨，站內發生山泥傾瀉，導致路軌被砂泥覆蓋，連接車站和鄰近道路的橋樑也被沖毀，車站亦暫停營業。
- 7月31日：日田彥山線替代巴士東峰村役場～大行司～日田替代巴士服務開始，由於車站及附近路面未修復，替代巴士不停靠本站</ref>。
- 8月16日：日田彥山線替代巴士加設東峰村役場～彥山，同樣由於本站附近地理環境仍然不穩定，以及損壞道路仍未修復，代替巴士仍維持改行國道211號、東峰村役場及國道500號至彥山，不途經本站。

- 2018年：

- 2月1日：此站和大行司站之間開代替巴士服務，採用9座位珍寶的士行駛。
- 3月17日：加開繞經本站的代行巴士服務，候車站設於向大行司站一方400米外的「阿彌陀堂橋」（福岡縣道52號和福岡縣道·大分縣道107號的分支點）。

- 2020年3月14日：代行巴士的停車地點由阿彌陀堂橋延伸至站前廣場。
- 2023年8月28日：車站改為BRT車站後，重新啟用，候車處改回至原鐵路路基上（專用路段），並且恢復交換機能[15][16]。
- 2024年12月7日～2025年6月30日：因應JR九州與任天堂的共同企劃，本站被選為福岡縣的「皮克敏車站」，站房車站名牌亦換成為以皮克敏為主題的設計[17][18]。

## 使用狀況
《福岡縣統計年鑑》及「東峰村統計網頁」均沒有本站的使用記錄。
自2016年度起，由於JR九州只公佈最多使用量的首300個車站後，本站不單未能顯示實際的使用量，就連表列於「超過100人」的附錄內也沒有打進過。BRT通車後，JR九州公佈BRT車站使用情況。
| 年度 | 一日平均 乘車人次 | 參考資料   |
| ---- | ----------------- | ---------- |
| 2016 | <100              | [ 統計 2 ] |
| 2017 | <100              | [ 統計 3 ] |
| 2018 | 車站停用          |            |
| 2019 | 車站停用          |            |
| 2020 | 車站停用          |            |
| 2021 | 車站停用          |            |
| 2022 | 車站停用          |            |
| 2023 | 13                | [ 統計 4 ] |

## 車站周邊

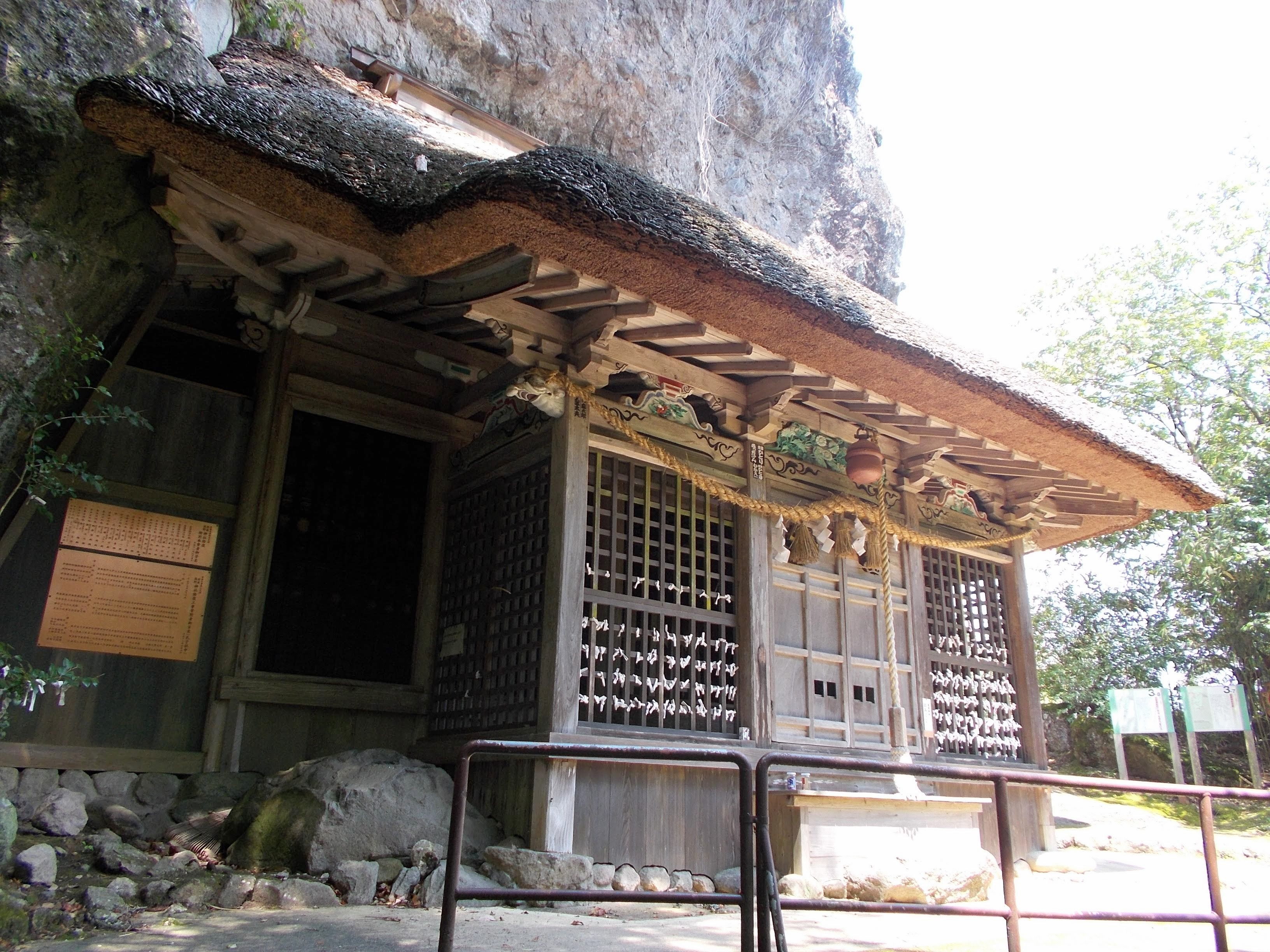
岩屋神社本殿（國家指定重要文化財產）

- 岩屋泉水[1] - 這些泉水原本用於舊國鐵蒸氣機車中，在建設隧道時加設了引導地下水的水管。後來於2003年由當地寶珠山村（當時）加設供水場。當初任可人都可自由取用泉水，於2008年由環境省選出平成之名水百選（日语：平成の名水百選），使到訪人次急增。後來由於發生了惡意使用，於2009年12月起變為收費的自動供水裝置。
- 千代丸溫泉
- 福岡縣道52號八女香春線（日语：福岡県道52号八女香春線）
- 福岡縣道·大分縣道107號寶珠山日田線（日语：福岡県道・大分県道107号宝珠山日田線）
- 岩屋營地
- 岩屋神社（日语：岩屋神社）
- 代行巴士站位於「寶珠山廳舍前」和「小石原廳舍前」巴士站兩處。

## 相鄰車站
九州旅客鐵道（JR九州）
■日田彥山線BRT（BRT彥星線）
深倉 — 筑前岩屋站 — 大行司

### 統計數據
1. ↑  鐵道車站時代。
2. ↑   (PDF). 九州旅客鉄道. 2017-07-31  [2017-08-01]. （原始内容 (PDF)存档于2017-08-01）.
3. ↑   (PDF). 九州旅客鉄道.   [2019-05-20]. （原始内容 (PDF)存档于2018-07-17）.
4. ↑  駅別乗車人員上位300駅（2023年度） （页面存档备份，存于），JR九州。

## 外部連結
- JR九州筑前岩屋(BRT)站（日語）
- JR九州 - 「PIKMIN×JR九州～探索神奇的九州星球～」專頁（日語）